# 백자 청화죽문 각병
백자 청화죽문 각병(白磁 靑畵竹文 角甁)은 청색 안료로 대나무를 그려넣은, 조선 백자 각이 진 병이다. 대한민국의 국보 제258호이다.

## 개요
조선시대 만들어진 백자로 몸통 전체를 모깎기 방법을 사용하여 8각의 모를 이룬 병으로, 높이 40.6cm, 주둥이 지름 7.6cm, 밑 지름 11.5cm이다.
길게 뻗은 목과 도톰한 주둥이, 그리고 둥근 몸통과 높고 넓은 굽이 있다. 문양은 밝은 청화 안료를 써서 몸통 아랫부분에 선을 두르고, 대칭되는 양 면 중 한쪽 면에는 조그만 대나무 한 그루를, 다른 면에도 여러 그루의 대나무가 밀집해 있는 모습을 간결한 붓질로 묘사하였다. 굽다리 측면에는 의미를 모르는 ‘井’이라는 글자가 새겨 있다.
모깎기한 모양이나 간결한 청화문양, 그리고 투명에 가까운 백자유로 보아 18세기 전반에 만든 것으로 추정된다.
활달하면서 운치있는 대나무 그림이 당시 선비들의 기개를 나타낸 듯한 격조에서 단연 이 무렵의 대표적인 백자 병으로 손꼽힌다.